# Antonio Blázquez y Delgado Aguilera
Antonio Blázquez y Delgado-Aguilera (Almadén, província de Ciudad Real, 1859 - Madrid, 14 de febrer de 1950) fou un geògraf, historiador i bibliògraf espanyol.

## Biografia
Va estudiar en l'Acadèmia d'Administració Militar d'Àvila, de la qual més tard en serà professor. Va dirigir l'Escola d'Arts i Oficis d'Àvila i va ser professor en la d'Ensenyament de la Dona a Madrid. Va exercir la professió de subintendent militar de segona classe i més tard d'intendent de divisió, i es va retirar amb el grau de general. Va ser bibliotecari permanent de la Societat Geogràfica i professor de Geografia en l'Escola Superior de Guerra. Acadèmic de la Història electe el 23 d'octubre de 1908, va prendre possessió el 16 de maig de 1909. Fou membre honorari de la Societat Geogràfica de Lima. Premi Fomard en el concurs internacional de la Societat Geogràfica de París pels seus estudis de Geografia Històrica. Comanador de l'Orde de Carles III, posseïa a més diverses altres creus pensionades del mèrit militar. El 1908 va ingressar a la Reial Acadèmia de la Història.
Va comprar el 1897 el castell de Mairena als creditors del duc d'Isuna, i el va revendre després al seu amic, l'historiador, arqueòleg i pintor anglès Jorge Bonsor (George Edgard Bonsor Saint Martin) el 1902, qui el va transformar en un museu per a les seves col·leccions. Va investigar fonamentalment en dues disciplines, la Geografia Històrica i la Història de la Cartografia. Políticament conservador, durant la Guerra Civil Espanyola va donar suport al bàndol franquista; això el va rehabilitar per ser acadèmic i membre de l'Instituto de España.
Va editar l'Ora maritima de Ruf Fest Aviè, revitalitzant amb aquesta obra l'important problema de la ubicació de Tartessos, i diverses obres d'Alonso de Santa Cruz. Va escriure nombrosos articles sobre la història de la Geografia i Cartografia espanyoles, en particular dels períodes medieval i imperial, estudiant la cartografia d'Espanya en els mapes i descripcions topogràfiques antigues de Pau Orosi, Isidor de Sevilla, Beat de Liébana, mapes àrabs i portulans. Amb la finalitat d'interpretar aquests materials va estudiar la longitud de les milles i llegües romanes i va arribar a la conclusió que tals mesures diferien de província a província. És de particular interès el seu estudi dels mapes d'Espanya del segle xvi. Va investigar a més l'itinerari d'Antoní Pius i la Descripció d'Espanya d'Al Idrisi. També va dedicar part de la seva labor a l'estudi de la seva província natal: va escriure una Historia de Ciudad Real (Àvila, 1898) on qüestiona que el jaciment localitzat a Alarcos es pugui identificar amb Laccuris i suggereix l'existència d'una altra ciutat Alarcuris que, aquesta sí, podria correspondre's amb Alarcos.
Va traduir, va adaptar i va ampliar els tres volums del Curs de geografia de Paul Vidal de la Blache i Paul Camena d'Almeida. Claudio Sánchez Albornoz el va ajudar a estudiar les vies romanes del nord de la península Ibèrica, treball que va publicar com a Reconocimiento de algunas vías romanas del valle del Duero: memoria de los resultados obtenidos en los viajes y excavaciones practicadas en el año 1915.

## Obres

### Història, Geografia, Cartografia i Bibliografia
- Historia de la Cartografía española en la Edad Media, Madrid, 1906.
- La Hitación de Wamba. Estudio histórico-geográfico. Madrid, imprenta de Eduardo Arias, 1907.
- Historia de la provincia de Ciudad Real, Ávila, 1898.
- La Mancha en tiempo de Cervantes El Escorial: Imp. del Real Monasterio, 1928.
- Los manuscritos de los comentarios al Apocalipsis de San Juan, por Beato de Liébana. Madrid, 1906.
- El itinerario de Fernando Colón y las relaciones topográficas, Madrid, 1904.
- Historia de la Administración militar Madrid: [s.n.], 1897.
- Guía de Avila: ó descripción de sus monumentos Avila, 1896.
- Elementos de Estadística Ávila, 1896.
- Apuntes de geografía económica de España Ávila: [Academia?], [188-?]
- Apuntes para la Historia de la provincia de Ciudad Real Ciudad Real: Imp. del Hospicio, 1888.
- La descripción de las costas de España por Pedro Teixeira Albernas en 1603 [i.e. 1630], Madrid, 1909 (Imp. de la Revista de Arch., Bibl. y Museos).
- Península Ibérica, Barcelona: Sucesores de Juan Gili, 1921
- Grecia: estudio geográfico-militar, Madrid, imprenta de Pedro Abienzo, 1878.
- España y Portugal, Barcelona: herederos de Juan Gili, editores, 1914
- Bosquejo histórico de la administración militar española Madrid: 1885 y 1891.
- Historia administrativa de las principales campañas modernas Madrid, 1892.
- Juicio histórico crítico sobre el fatricidio de Pedro I de Castilla en los campos de Montiel Ciudad Real: Imprenta del Comercio de L. Vera, 1889.
- Exploraciones en las vías romanas de Bergido a Asturica, y de Cataluña, Valencia y Jaen Madrid: Tip. de la Rev. d'Arch., Bibliot. y Museos, 1925.
- La milla romana, Madrid, 1896.
- Vía romana de Tánger a Cartago, Madrid, 1902.
- Reconocimiento de algunas vías romanas del valle del Duero: memoria de los resultados obtenidos en los viajes y excavaciones practicadas en el año 1915, Madrid: Imp. de la "Revista de Arch., Bibl. y Museos", 1916.
- Nuevo estudio sobre el itinerario de Antonino, Madrid, 1892.
- El clima de España, Conferencia, Madrid, 1891.
- Geografía económico-militar de Europa (menos la península ibérica) y del Imperio de Marruecos Ávila: Tip. Magdaleno y Sarachaga, 1890.
- Península Ibérica Barcelona: Sucesores de Juan Gili, 1921
- Estudios de historia y crítica medioevales... Madrid: Real Monasterio de El Escorial, 1925.
- Estudios geográfico-históricos de Marruecos Madrid, 1913
- Prehistoria de la región norte de Marruecos Madrid: Colegio de Huérfanos de Intendencia é Intervención Militares, 1913.
- Las Casitérides y el comercio del estaño en la Antigüedad, Madrid: Patronato de Huérfanos, 1915.

### Biografies i biobibliografies
- Apuntes para las biografías de hijos ilustres de la provincia de Ciudad Real: precedidos del catálogo de los libros que se ocupan de su territorio e historia, y seguidos de un índice de las obras consultadas. Ávila: Impreso en la Casa Magdaleno y Sarachaga, 1888.
- El adelantado Diego de Almagro: paralelo entre este ilustre manchego y Francisco Pizarro, Ciudad Real: Establecimiento tipográfico Provincial, 1898.
- Biografía de Diego de Almagro, Ciudad Real, 1899.

### Edicions
- Avieno: Ora maritima. Edición crítica y estudio geográfico. Madrid, 1923.
- Edició d'Alonso de Santa Cruz, Libro de las longitudes y manera que hasta agora se ha tenido en el arte de navegar, con sus demostraciones y ejemplos, dirigido al muy alto y muy poderoso Señor Don Philipe II de este nombre rey de España, Sevilla: Publicaciones del Centro Oficial de Estudios Americanistas, 1921
- Edició, amb Ricardo Beltrán y Róspide, d'Alonso de Santa Cruz, Crónica del Emperador Carlos V Madrid: Real Academia de la Historia, 1920-1925, 5 vols.
- Descripción de España por Abu-Abd-Allá Mohamed al Edrisi, Madrid, 1901.
- Romancero de la provincia de Ciudad Real, Ciuddad Real, 1888.
- Descripción de Iberia de Estrabón. Madrid, 1900.